# قوات الدفاع الكرواتية
قوات الدفاع الكرواتية (بالكرواتية: Hrvatske obrambene snage)‏ كانت الذراع شبه العسكري لحزب الحقوق الكرواتي (HSP) من 1991 إلى 1992، خلال المراحل الأولى من الحروب اليوغوسلافية. شاركت القُوات شبه العسكرية في حرب الاستقلال الكرواتية. بعد التعبئة العامة في نوفمبر 1991 في كرواتيا ووقف إطلاق النار في يناير 1992 ، أُدمجت الوحدة ضمن صفوف القُوات البرية الكرواتية.
كانت وحدات قُوات الدفاع الكرواتية في البوسنة والهرسك تتكون من الكروات والبوشناق ومُتطوعين أجانب بقيادة بلاش كرايلفيتش. في 9 أغسطس 1992، اغتيل كرايلفيتش وثمانية آخرين على يد جنود مجلس الدفاع الكرواتي (HVO). حُلت قُوات الدفاع الكرواتية بعد ذلك بوقت قصير، وتوزع أفرادها بين كل من مجلس الدفاع الكرواتي وجيش جمهورية البوسنة والهرسك في بداية الحرب الكرواتية البوسنية. حُلت آخر وحدة من قُوات الدفاع في 5 أبريل 1993، وقد كانت مُتمركزة في وسط البوسنة.